# Lings kulle

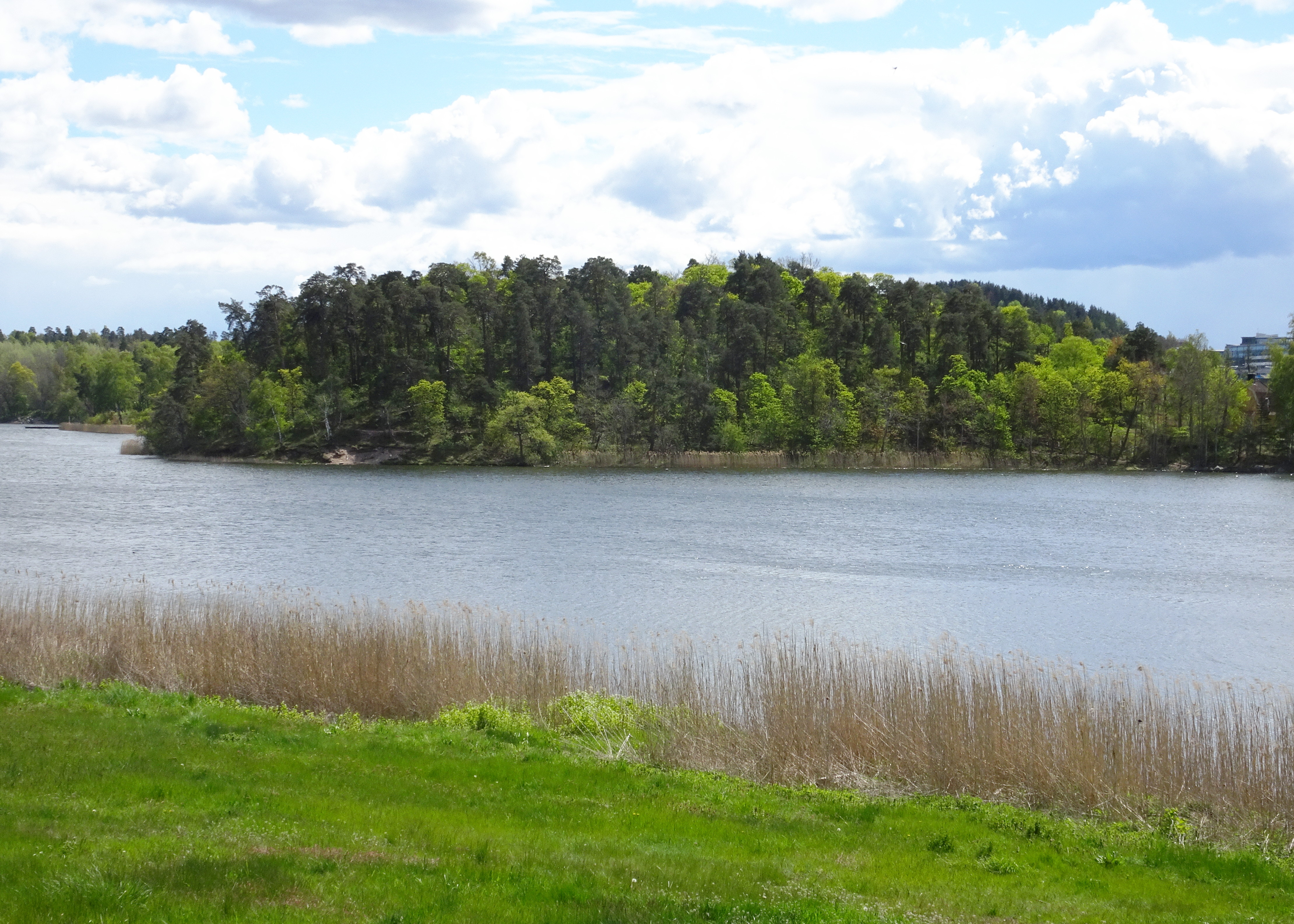
Lings kulle, vy över Brunnsviken, 2020.

Lings kulle (även Lings grav) är en privat begravningsplats vid Brunnsviken i Solna kommun. Här vilar ”svenska gymnastikens fader”, Per Henrik Ling och hans ättlingar. Själva kullen har en höjd av 20 meter över havet och är på gällande detaljplan utlagd som "naturpark". Lings kulle ligger inom Kungliga Nationalstadsparken.

## Historik

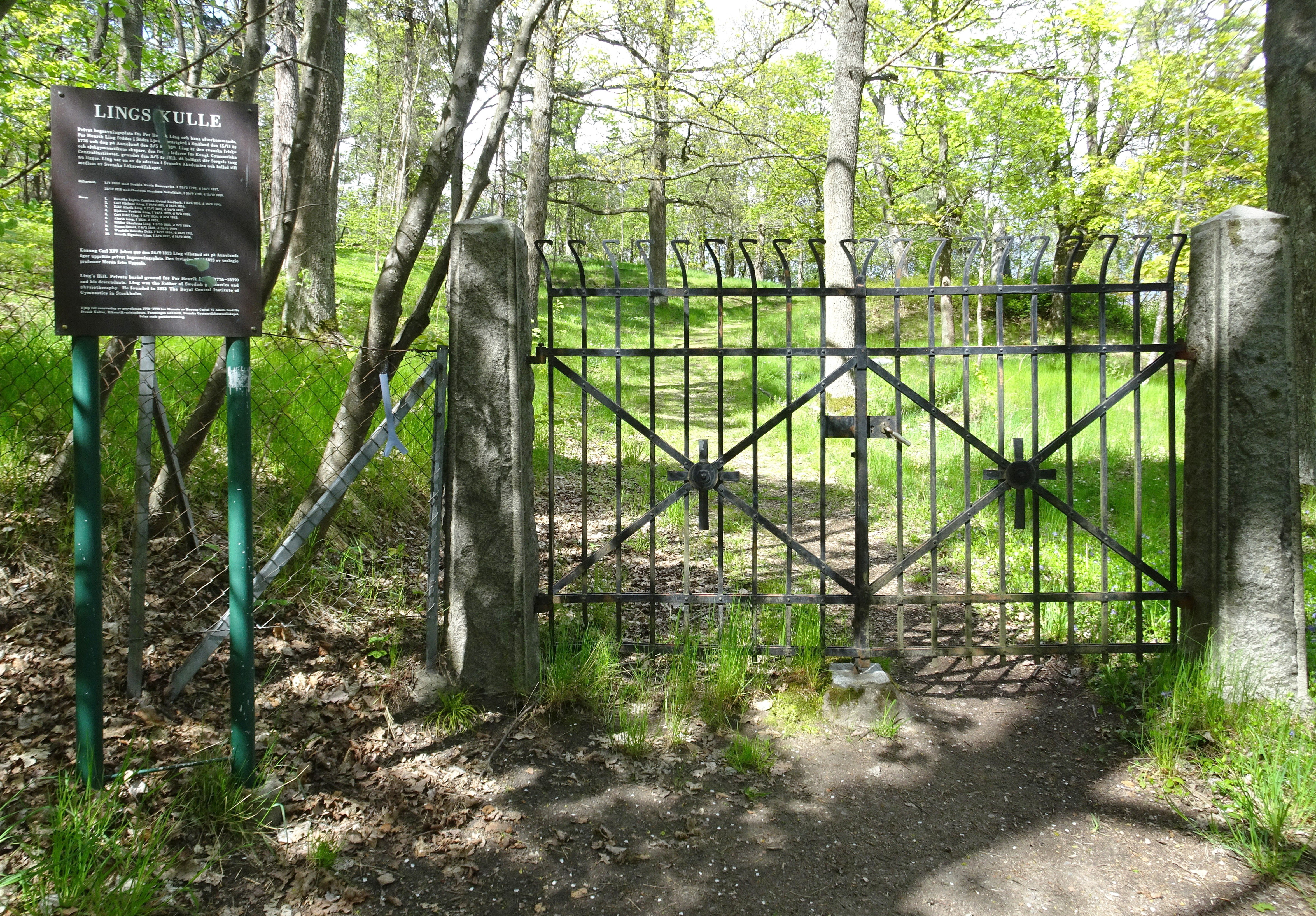
Entré till Lings kulle.

Området var ursprungligen en park som hörde till närbelägna Annelunds gård där Per Henrik Ling bodde med sin familj mellan 1822 och 1839. Redan 1823 bestämde sig Ling för att här anlägga sin familjegrav. Den 24 februari 1823 fick han tillstånd av kung Carl XIV Johan att på Annelunds ägor uppsätta en privat begravningsplats. Platsen invigdes den 22 april 1823 av teologie professor Thorbjörn Morén från Uppsala. 
En studie ”Om immateriella och materiella kulturvärden” och valet av denna gravplats har publicerats av Peter Schantz år 2002. Schantz jämför Brunnsvikens tre privata begravningsplatser: Kraus grav i Tivoliparken (invigd 1792), Kungliga begravningsplatsen i Hagaparken (invigd 1922) och så Lings grav. Möjligtvis hade Ling inspirerats av Kraus grav.
Ling fann sin sista vila på Lings kulle den 9 maj 1839, sex dagar efter sin död. Innan Ling avled hade två av hans barn begravts där, 1824 respektive 1838. Lings grav smyckas sedan 1848 av en 3,5 meter hög bautasten av granit med inskriptionen ”Ling 1776–1839”. Kring stenen och på kullens södersluttning vilar även Lings andra hustru Charlotte Henrietta Ling (född Nettelbladt) och några av hans tio barn, bland dem sonen Hjalmar Ling samt andra anhöriga. Lings kulles begravningsplats ligger under Solna kyrkogårdsförvaltning. Området är ett fornminne med RAÄ-nummer Solna 21:1. Platsen är inhägnad och öppen för allmänheten.
En bildande löptävling, Lingloppet, startades av Gymnastik- och idrottshögskolans studentkår år 1988 och utgick från Lings grav

## Bilder

Gravvårdar i urval
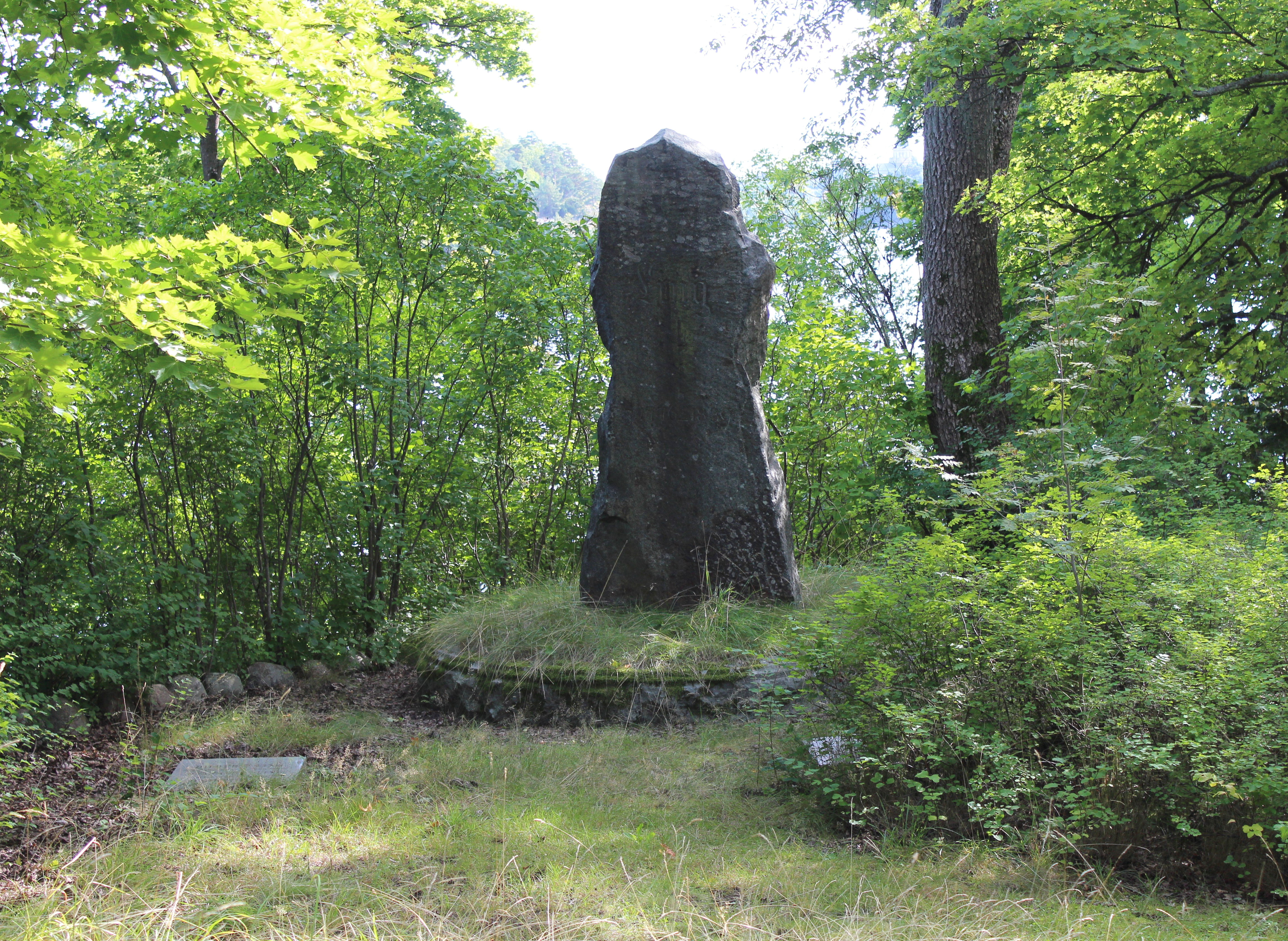
Per Henrik Lings grav.
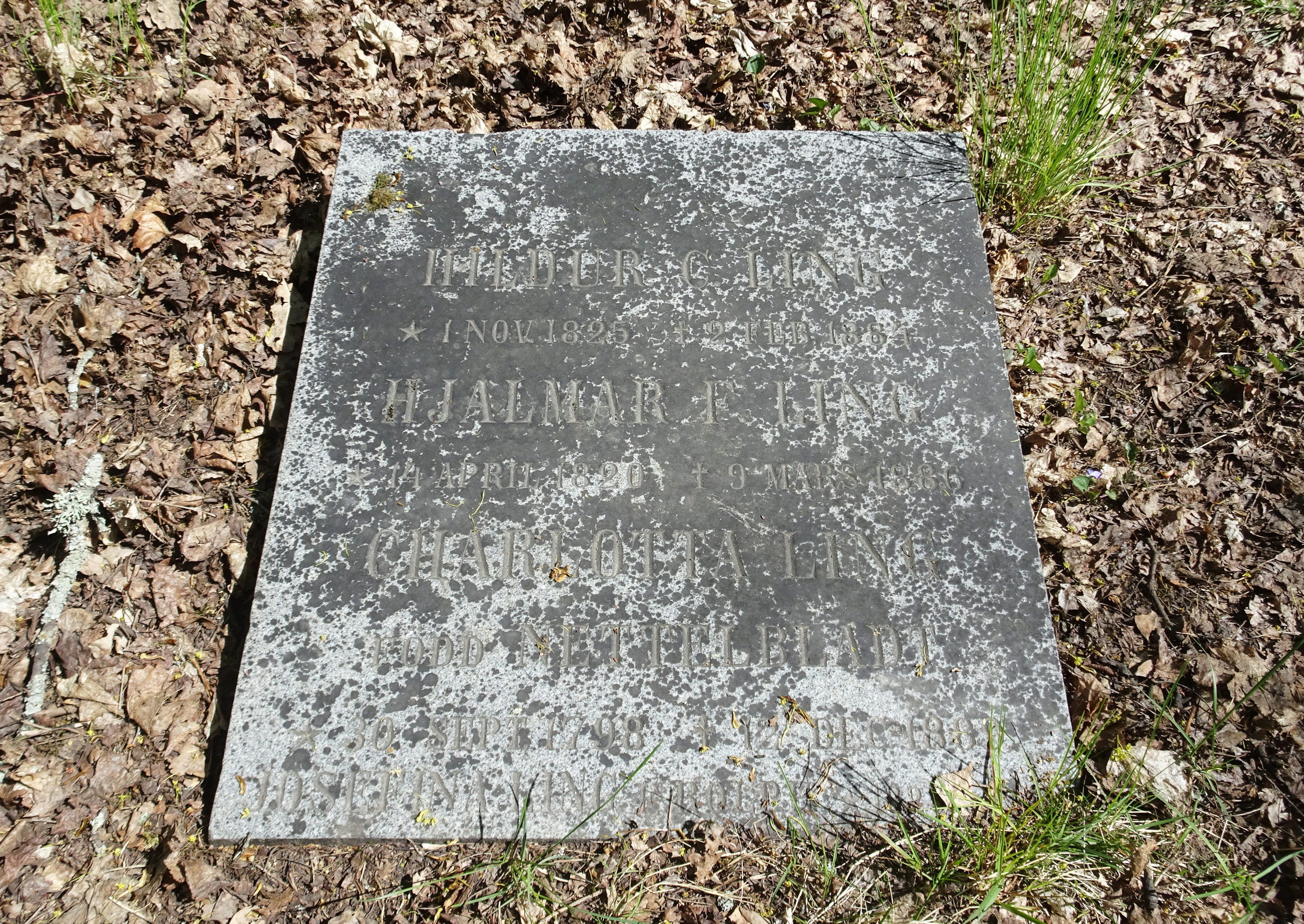
Hjalmar Lings grav.
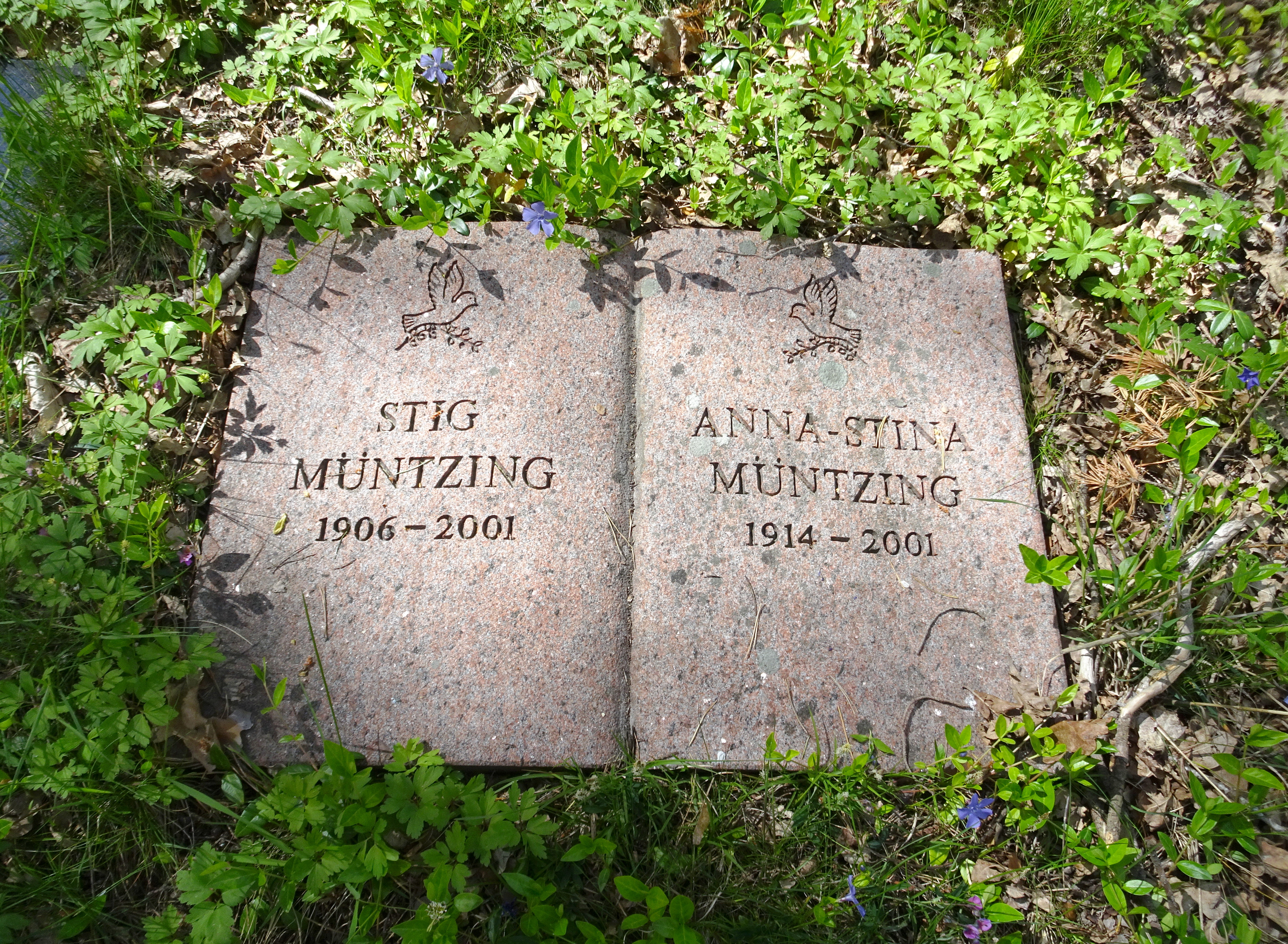
Müntzings grav.
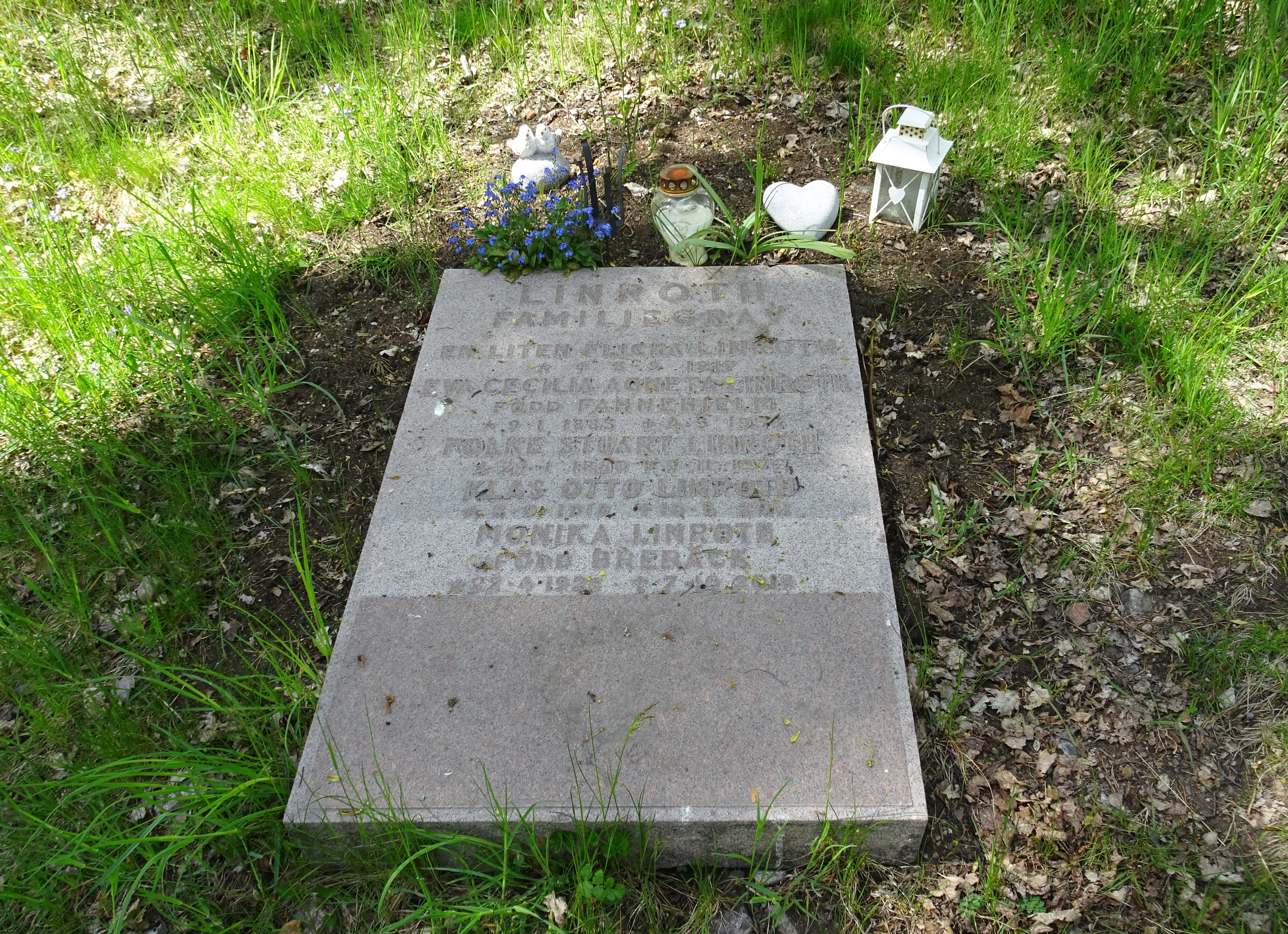
Linroths familjegrav.